# Chickahominy River
Der Chickahominy River (sprich tschicke-) ist ein Nebenfluss des James River im US-Bundesstaat Virginia.
Er entspringt ungefähr 20 Kilometer nordwestlich von Richmond, der Hauptstadt Virginias.
Der Chickahominy ist insbesondere bekannt durch mehrere Gefechte und Kämpfe während des Amerikanischen Bürgerkrieges. Im Mai und Juni 1862 war der Unionsgeneral McClellan nach der Einnahme von Yorktown und Williamsburg mit einem Teil des Unionsheeres auf das nördliche Ufer gegangen. Er wurde dann, als der Fluss stark angeschwollen war und die Brücken hinter ihm schwer beschädigt hatte, von den Konföderierten unter Johnston am 31. Mai und am 1. Juni angegriffen und nur durch die rasche Heranziehung frischer Truppen vor der vollständigen Vernichtung bewahrt (Schlacht von Seven Pines). Nach längerem Zögern beschloss McClellan, die Stellung am Chickahominy zu räumen, der konföderierte General Lee ließ jedoch drei seiner Divisionen auf das nördliche Ufer übersetzen und warf mit General Jackson, der zu ihm gestoßen war, am 27. Juni mehrere Korps des Unionsheeres mit 9000 Mann Verlust zurück. McClellan setzte in den folgenden Tagen unter beständigen Gefechten den Rückzug nach dem James River fort. Die konföderierte Armee konnte wegen ihrer schweren Verluste den Erfolg nicht ausnutzen.